# Azzurra Rinaldi
Azzurra Rinaldi (Tivoli, 26 marzo 1978) è un'economista italiana.

## Biografia
Laureata all'Università degli Studi di Roma "La Sapienza" nel 2003 con una tesi sullo sviluppo economico del Cile, nel 2006 ha frequentato presso la London School of Economics un corso di Public Policy. Nel 2008 termina il Dottorato di Ricerca sullo sviluppo sostenibile presso la Facoltà di Economia dell’Università di Foggia e, nel 2009 diventa Ricercatrice in Economia presso l’Università Unitelma Sapienza. Dal 2021 dirige la School of Gender Economics presso Università Unitelma Sapienza.
A partire dal 2019, Azzurra Rinaldi entra nel board della European Women Association, di quello di Opera for Peace e di quello della UK Confederation. È componente del Comitato Scientifico di Save the Children e dell’Osservatorio sul Terziario ManagerItalia. Continua a lavorare sul campo per la formazione e l’empowerment femminile in Paesi come il Libano e l'India.
Nel 2020, insieme ad un gruppo di altre donne, fonda i movimenti “Giusto Mezzo” e “Dateci Voce”. Nel 2022 Startupitalia l'ha inserita nell’elenco delle #UnstoppableWomen, ovvero delle 1.000 donne che stanno cambiando l’Italia.
Nel 2022 diventa opinionista di Economia per LaSvolta, un quotidiano online su diritti, ambiente e futuro. Continua a scrivere articoli per Il Riformista ed Il Sole 24Ore, per quest'ultimo in modo particolare sul blog Econopoly, in cui si parla di numeri e futuro. 
Dal 2022 è cofondatrice e CFO di Equonomics, società volta al riequilibrio di genere, con particolare attenzione alla comunità LGBTQIA+.
Dal 2024 è consulente della Commissione parlamentare di inchiesta sul femminicidio, nonché su ogni forma di violenza di genere.

## Opere
- Rinaldi, A., Siddivò, M., Strumenti per l’analisi dei sistemi economici comparati, Milano, LED Editore, 2005, ISBN 9788879162685
- Boccella, N., Feliziani, V., Rinaldi, A., Economia e sviluppo diseguale, Milano, Pearson, 2013, ISBN 9788865183052
- Boccella, N., D’Orlando, F., Rinaldi, A., Macroeconomia, Milano, LED Editore, 2014, ISBN 9788879166607
- Sciarelli, F., Rinaldi, A, Il Macro-management per le aree deboli del mondo, Milano, Franco Angeli, 2018, ISBN 9788891769800
- Rinaldi, A., Verga, E. Globalizzazione, sviluppo, cooperazione internazionale. Milano, Pearson Editore, 2021, ISBN 8891913634
- Rinaldi, A., Le signore non parlano di soldi, Milano, Fabbri Editori, 2022 ISBN 9788891588937
- Rinaldi, A., Come chiedere l'aumento. Strategie e pratiche per darti il giusto valore, Milano, Fabbri Editori, 2024 ISBN 9788891596567